# Silly (Belgien)
Silly (frz.; nl. Opzullik) ist eine belgische Gemeinde in der Provinz Hennegau.
Sie umfasst die Orte Bassily, Fouleng, Gondregnies, Graty, Hellebecq, Hoves, Silly und Thoricourt.

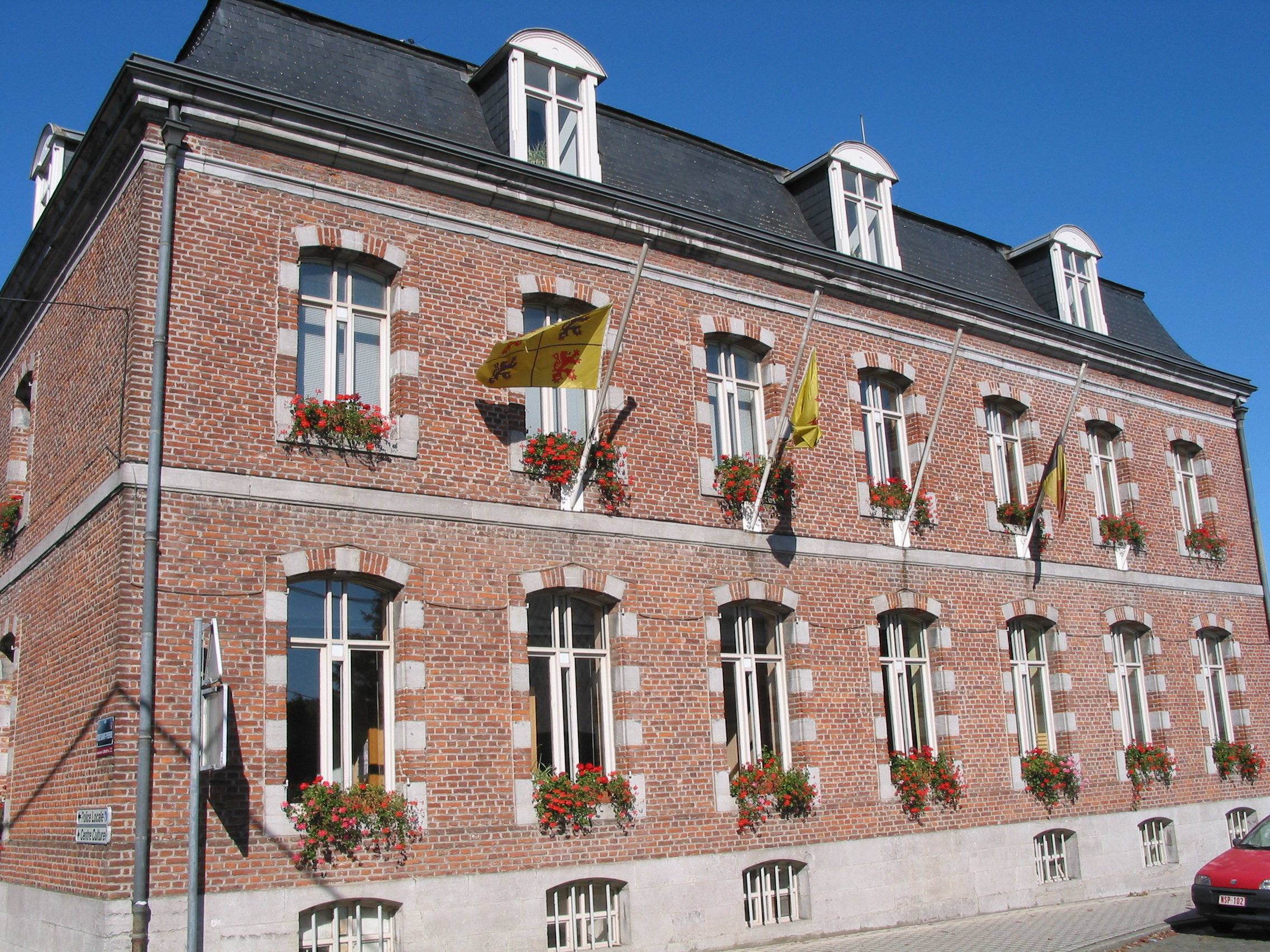
Rathaus
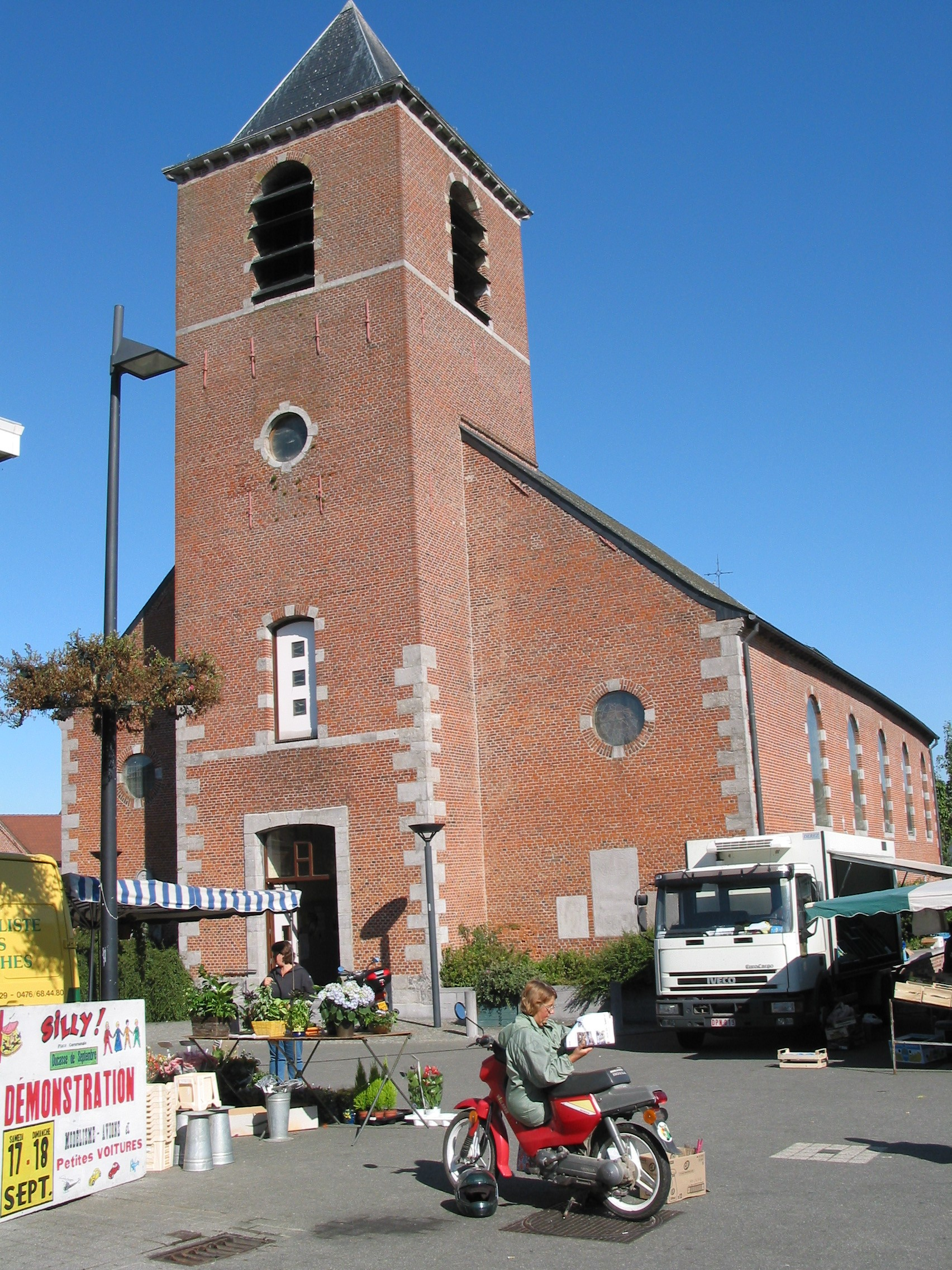
Kirche

## Gemeindepartnerschaften
- San Miniato in der Toskana in Italien
- Troarn in Frankreich
- Sannerville in Frankreich